# Slagmolen (Opglabbeek)
De Slagmolen is een watermolen te Opglabbeek op de Bosbeek, aan de Molenweg 177, tussen de gehuchten Louwel en Dorne gelegen.

## Geschiedenis
De onderslagmolen, die als oliemolen fungeerde, werd voor het eerst vermeld in 1511. Tijdens de Hollandse Oorlog (1672-1679) verviel de molen, maar ze werd in 1685 weer hersteld. Het huidige gebouw dateert van 1859.
In 1995 werd de molen beschermd als monument, en zijn omgeving als beschermd dorpsgezicht. In het molenhuis is tegenwoordig het restaurant "De Slagmolen" gevestigd.

## Huidige situatie
Het molengebouw heeft nog een vakwerkgevel. Het rad en het binnenwerk zijn nog goeddeels intact, en ook het sluiswerk is nog aanwezig. Het binnenwerk is opgenomen in de feestzaal van het restaurant.
De kollergang in de tuin is afkomstig van de verdwenen Dornemolen.
- Inventaris van het Bouwkundig Erfgoed (Vlaanderen): 22659